# Riacho Coelho
O Riacho Coelho é um riacho (um pequeno rio) brasileiro que banha o estado da Paraíba.